# Nagia accolytis
Nagia accolytis là một loài bướm đêm trong họ Noctuidae.